# منتخب تونس لكرة القدم للسيدات
منتخب تونس لكرة القدم للسيدات أو المنتخب التونسي لكرة القدم للسيدات (يلقب أيضا: نسور قرطاج) هو ممثل تونس الرسمي في رياضة كرة القدم للسيدات، تشرف عليه الجامعة التونسية لكرة القدم.

## سجل كأس العالم لكرة القدم
| نهائيات كأس العالم | نهائيات كأس العالم | نهائيات كأس العالم | نهائيات كأس العالم | نهائيات كأس العالم | نهائيات كأس العالم | نهائيات كأس العالم | نهائيات كأس العالم | نهائيات كأس العالم | نهائيات كأس العالم |
| السنة              | النتيجة            | لعب                | ف                  | ت*                 | خ                  | له                 | عليه               | فرق                |                    |
| ------------------ | ------------------ | ------------------ | ------------------ | ------------------ | ------------------ | ------------------ | ------------------ | ------------------ | ------------------ |
| 1991               | لم تتأهل           | -                  | -                  | -                  | -                  | -                  | -                  | -                  |                    |
| 1995               | لم تشارك           | -                  | -                  | -                  | -                  | -                  | -                  | -                  |                    |
| 1999               | لم تتأهل           | -                  | -                  | -                  | -                  | -                  | -                  | -                  |                    |
| 2003               | لم تشارك           | -                  | -                  | -                  | -                  | -                  | -                  | -                  |                    |
| 2007               | لم تتأهل           | -                  | -                  | -                  | -                  | -                  | -                  | -                  |                    |
| 2011               | لم تشارك           | -                  | -                  | -                  | -                  | -                  | -                  | -                  |                    |
| 2015               | سوف يحدد           | -                  | -                  | -                  | -                  | -                  | -                  | -                  |                    |
| المجموع            | 0/6                | -                  | -                  | -                  | -                  | -                  | -                  | -                  |                    |

## الأداء في بطولة أفريقيا لكرة القدم للسيدات
| بطولة أفريقيا لكرة القدم للسيدات | بطولة أفريقيا لكرة القدم للسيدات | بطولة أفريقيا لكرة القدم للسيدات | بطولة أفريقيا لكرة القدم للسيدات | بطولة أفريقيا لكرة القدم للسيدات | بطولة أفريقيا لكرة القدم للسيدات | بطولة أفريقيا لكرة القدم للسيدات | بطولة أفريقيا لكرة القدم للسيدات | بطولة أفريقيا لكرة القدم للسيدات | بطولة أفريقيا لكرة القدم للسيدات |
| السنة                            | النتيجة                          | لعب                              | ف                                | ت*                               | خ                                | له                               | عليه                             | فرق                              |                                  |
| -------------------------------- | -------------------------------- | -------------------------------- | -------------------------------- | -------------------------------- | -------------------------------- | -------------------------------- | -------------------------------- | -------------------------------- | -------------------------------- |
| 1991                             | لم تشارك                         | -                                | -                                | -                                | -                                | -                                | -                                | -                                |                                  |
| 1995                             | لم تشارك                         | -                                | -                                | -                                | -                                | -                                | -                                | -                                |                                  |
| 1998                             | دور المجموعات                    | -                                | -                                | -                                | -                                | -                                | -                                | -                                |                                  |
| 2000                             | لم تتأهل                         | -                                | -                                | -                                | -                                | -                                | -                                | -                                |                                  |
| 2002                             | لم تشارك                         | -                                | -                                | -                                | -                                | -                                | -                                | -                                |                                  |
| 2004                             | لم تشارك                         | -                                | -                                | -                                | -                                | -                                | -                                | -                                |                                  |
| 2006                             | لم تتأهل                         | -                                | -                                | -                                | -                                | -                                | -                                | -                                |                                  |
| 2008                             | لم تشارك                         | 3                                | 0                                | 1                                | 2                                | -                                | -                                | -                                |                                  |
| 2010                             | لم تشارك                         | -                                | -                                | -                                | -                                | -                                | -                                | -                                |                                  |
| 2012                             | لم تتأهل                         | -                                | -                                | -                                | -                                | -                                | -                                | -                                |                                  |
| المجموع                          | 1/9                              | 3                                | 0                                | 1                                | 2                                | -                                | -                                | -                                |                                  |

## وصلات خارجية
- (بالفرنسية) الموقع الرسمي للجامعة التونسية لكرة القدم.
- تونس الوطني لكرة القدم في: Super.ae